# کف جنگل

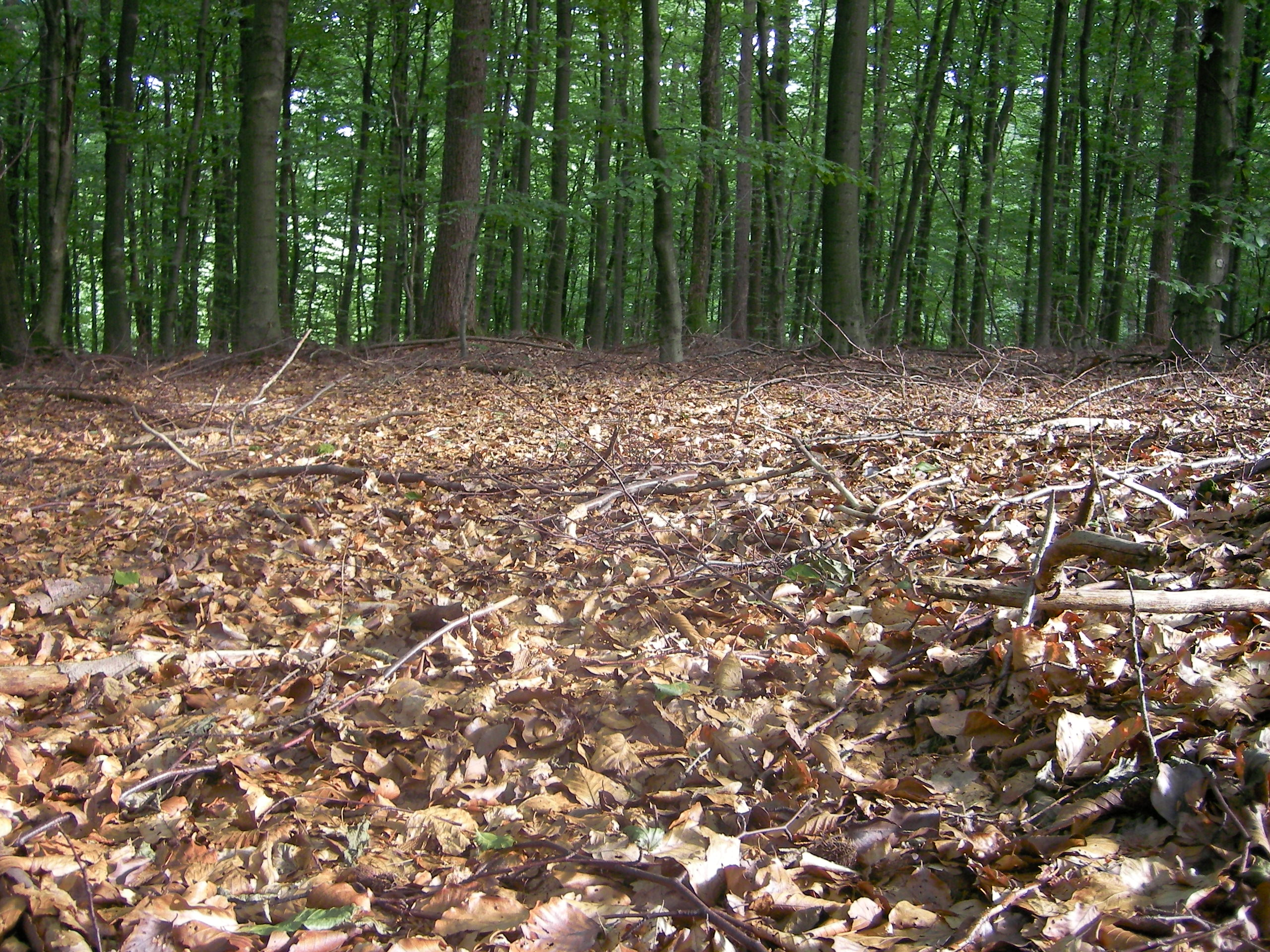
کف جنگل در یک جنگل پهن‌برگ معتدل که بستر برگ را نشان می‌دهد.

کف جنگل (به انگلیسی: Forest floor) که لاش‌برگ، پوس‌برگ (Duff) یا ریزه (Detritus) نیز نامیده می‌شود، بخشی از بوم‌سازگان جنگلی است که میان بخش زنده و بالای زمینی جنگل و خاک معدنی که عمدتاً از مواد گیاهی مرده و پوسیده مانند چوب‌های پوسیده و برگ‌های ریخته‌شده تشکیل شده‌است، واسطه می‌شود. در برخی کشورها، مانند کانادا، کف جنگل به افق‌های آلی L, F و H اشاره دارد. میزبان طیف گسترده‌ای از تجزیه‌کننده‌ها و شکارگران، از جمله بی‌مهرگان، قارچ‌ها، جلبک‌ها، باکتری‌ها و باستانیان است.

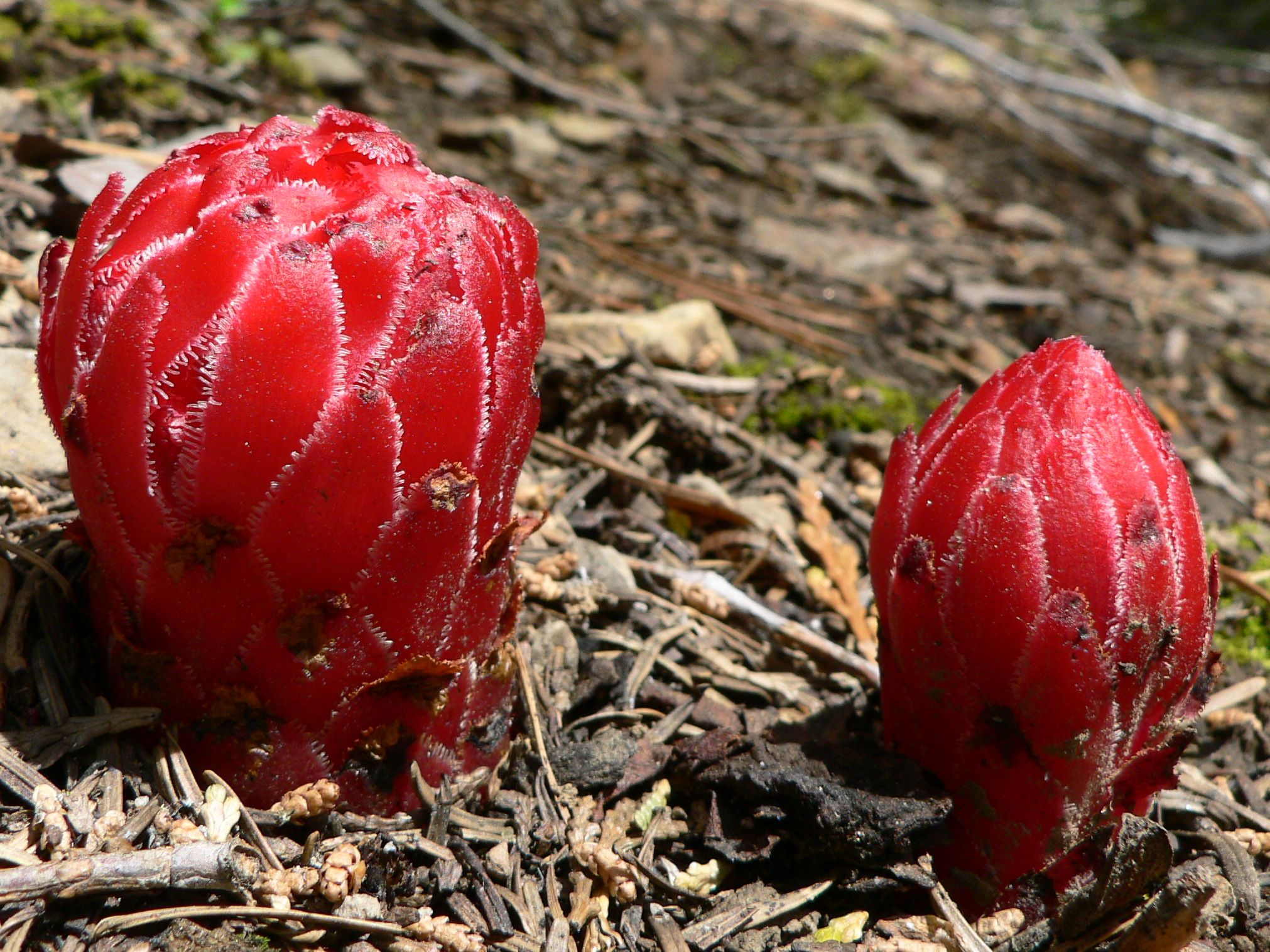
Sarcodes sanguinea: یک گیاه انگل است که مواد مغذی را از قارچ‌های همزیست ریشه درختان (در آمریکای شمالی) به دست می‌آورد.

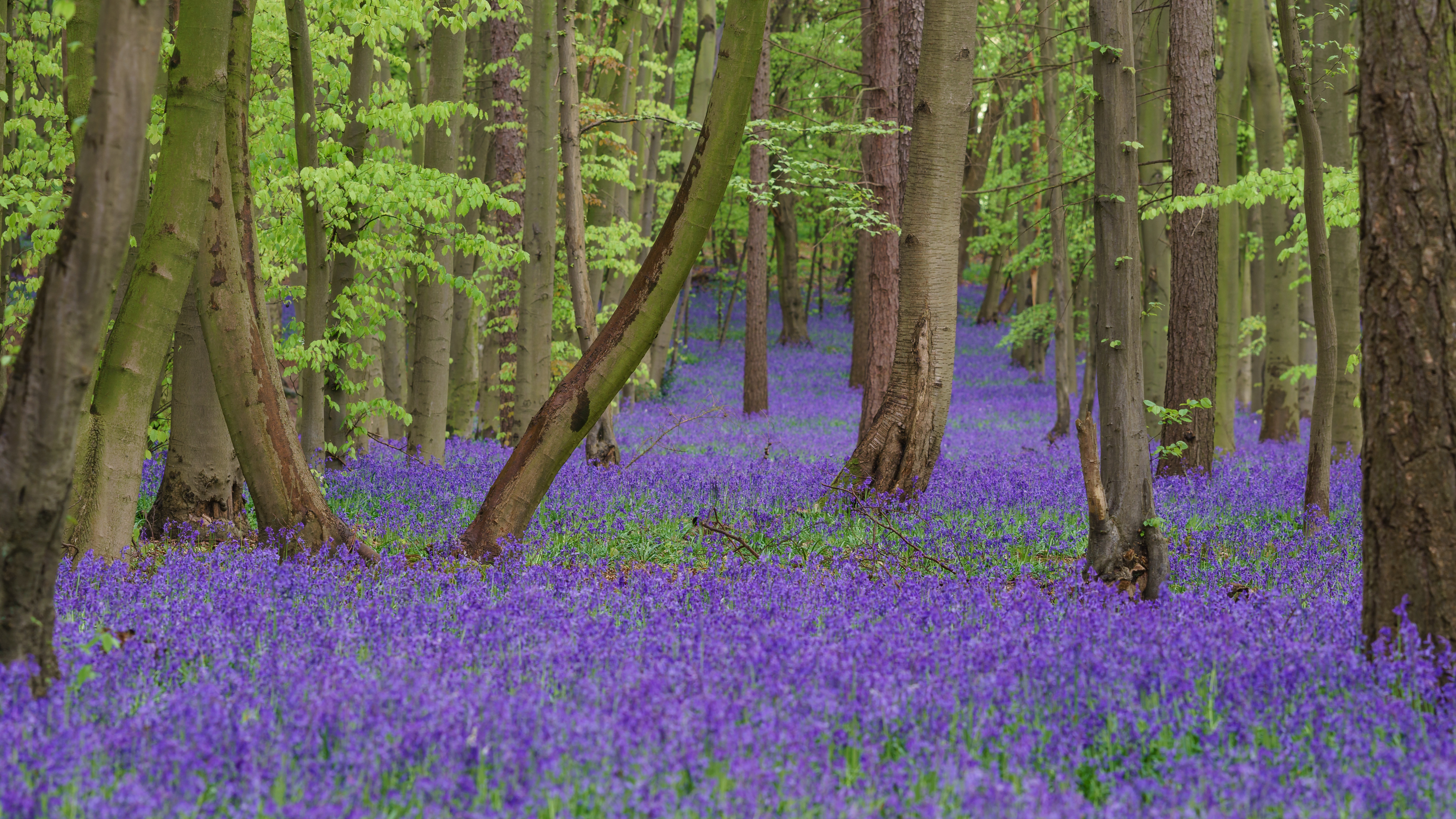
زنگوله آبی (Hacinthoides non-scripta, Pryor's Wood، Stevenage)